# InMoov
InMoov ist der erste humanoide Open-Hardware-Roboter. Er wurde 2012 von Gaël Langevin erfunden und besteht aus einem bebilderten Tutorial und mehreren Dateien im Format STL. Die STL-Dateien können auf einem 3D-Drucker in je 200 Minuten ausgedruckt werden. Bis man den kompletten InMoov Roboter gedruckt hat, vergehen mehrere Tage. Damit hat man nur die Plastik-Komponenten erstellt, zusätzlich werden noch weitere Bauelemente wie Arduino-Boards, Servomotoren in unterschiedlicher Größe, eine Kinect Kamera sowie Angelsehne benötigt. Letztere stellt die mechanische Verbindung zwischen einem Servomotor und einem Finger her.
Das InMoov Projekt gilt innerhalb der Maker-Szene als sehr anspruchsvoll. Nur erfahrene Makerspaces sind dieser Aufgabe gewachsen. Als Einstieg wird empfohlen, zunächst mit einem Starterkit zu beginnen, wo man lediglich einen Finger druckt, an den man einen Servo-Motor anschließt. Will man den ganzen Roboter drucken und bauen, können erhebliche Kosten entstehen. Für die Bauteile des InMoov Roboters werden 1200 EUR veranschlagt, hinzu kommen die Anschaffungskosten für einen 3D-Drucker von rund 250 bis 450 EUR.
Was kann man mit dem Roboter konkret anfangen? Zunächst einmal steht der Lerneffekt im Vordergrund. Das heißt, man baut den Roboter, um etwas über 3D-Druck und Robotik zu lernen. Wenn der Roboter einmal fertig ist, kann man dort eine Software namens myrobotlab installieren und diese scripten. Die Technik dazu wurde aus dem Bereich Animatronics übernommen und stellt verschiedene Gesten wie "shake hand" und "move arm" bereit. Meist wird zur Interaktion eine Spracherkennung verwendet, man kann aber auch einen Joystick als Controller nutzen. Fortgeschrittene InMoov Projekte nutzen ROS.
Die Besonderheit von InMoov besteht darin, dass dort viele Dinge miteinander kombiniert werden. Zunächst einmal ist das Projekt OpenHardware. Das heißt, die Bauanleitung befindet sich zum kostenlosen Download im Internet und das Forken ist vom Erfinder ausdrücklich erwünscht. Ferner benötigt man für die Servomotoren einen Arduino Mikrocontroller, dadurch lernt man etwas über Systemprogrammierung. Und zu guter Letzt handelt es sich bei InMoov um eine Robotik-Anwendung, wodurch man etwas über Künstliche Intelligenz und autonome Systeme erfährt.

## Details
Bevor InMoov veröffentlicht wurde, gab es auch schon Bastelprojekte, die einen Roboter zum Ziel hatten. Zu nennen sind die bekannten BEAM Roboter von Mark W. Tilden oder Arduino-gesteuerte Roboter. Es handelte sich um kleine bewegliche Plattformen mit 2 Rädern und einem Sensor. Solche Systeme waren leicht zu bauen und konnten schnell in Betrieb genommen werden. Das InMoov System ist eine gänzlich andere Liga. Zunächst einmal ist die Anzahl der verwendeten Servos höher als bei einem einfachen Roboterarm. Und zum zweiten ist das Projekt auf die Nachbildung eines kompletten Menschen ausgerichtet. Das heißt, wie bei einer Schaufensterpuppe werden alle Bereiche wie Kopf, Hände, Arme und Torso nachgebildet. InMoov beeindruckt weniger durch besonders hochentwickelte Materialien als vielmehr durch die Idee als solche. Dass man also tatsächlich einen Menschen von der Form her nachbildet. Auch das speziell geformte Gesicht trägt dazu bei, dass sich das Uncanny Valley bemerkbar macht. Es ist eben ein Unterschied, ob man einen Roboter hat, der nur 10 cm groß ist oder ob man einem lebensgroßen Roboter gegenübersteht, der noch dazu bewegliche Finger besitzt. Ein wenig wird die Begeisterung über den InMoov Roboter dadurch getrübt, dass die verwendete Software myrobotlab enttäuscht. Sie ist nicht in der Lage, die Hardware auszunutzen oder den Roboter zu intelligentem Verhalten zu motivieren. Man sieht deutlich die Beschränktheit der Animatronics Skulptur.

## Anwendungen
Das Projekt wurde in der Öffentlichkeit weitestgehend positiv aufgenommen. Die Makerszene hat breit darüber berichtet und an mehreren Hochschulen wurden Projekte durchgeführt. Unter anderem wurde erforscht wie man Gehirnströme von einem menschlichen Probanden an eine InMoov Hand weiterleiten kann, wie man die Finger einsetzen kann um Zeichensprache auszugeben und wie man Unity3D als virtuelle Umgebung nutzen kann, um Motion Controller zu entwickeln.